# Fireogtyve timer
 For alternative betydninger, se 24 timer (flertydig). (Se også artikler, som begynder med 24 timer)
Fireogtyve timer er en dansk film fra 1951.
- Manuskript Paul Sarauw og John Olsen.
- Instruktion Asbjørn Andersen og Annelise Reenberg.

Blandt de medvirkende kan nævnes:
- Astrid Villaume
- Mogens Wieth
- Ebbe Rode
- Lily Broberg
- Lulu Ziegler
- Kjeld Petersen
- Katy Valentin
- Jytte Breuning
- Ib Schønberg